# Карапетян, Арам Рафаэлович
Ара́м Рафаэ́лович Карапетя́н (арм. Արամ Կարապետյան, 1 февраля 1964, Ереван) — армянский политический деятель, лидер партии «Новые времена».

## Биография

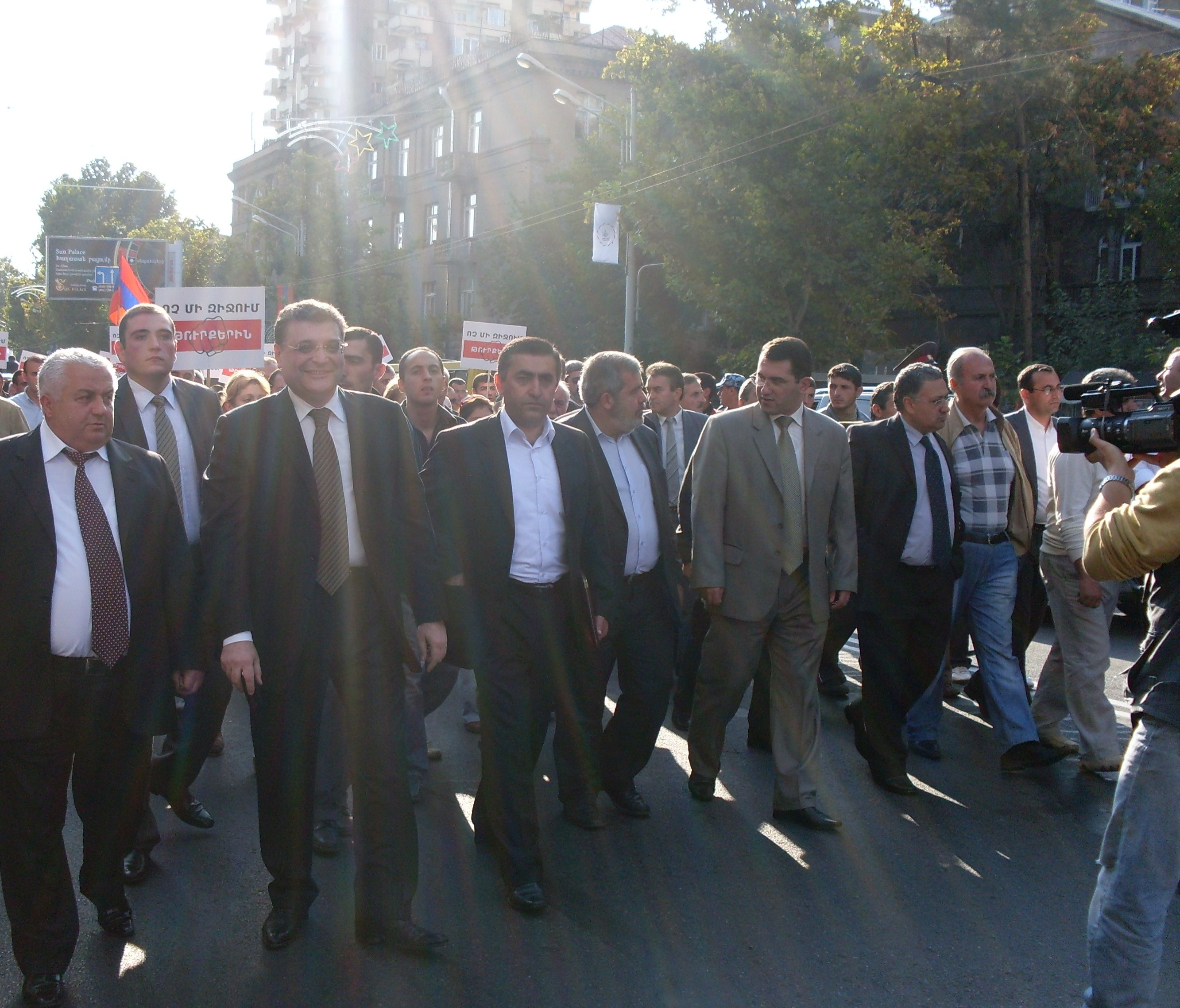
09.10.2009, Ереван, шествие против армяно-турецких протоколов.

- 1970—1980 — Ереванская средняя школа № 45.
- 1980—1985 — факультет технической кибернетики Ереванского политехнического института.
- 1986—1988 — Московский институт радиофизики и электроники Академии наук СССР.
- 1988—1990 — аспирантура того же института. Кандидат физико-математических наук.
- 1996—1999 — докторантура института социально-политических исследований Академии наук России. Доктор политических наук.
- 1988—1992 — работал в институте радиофизики и электроники Академии наук Армении научным сотрудником, затем — старшим научным сотрудником, одновременно был председателем профсоюза этого института. Активно участвовал в карабахском движении.
- 1992—1996 — активно участвовал в создании «Фонда русско-армянского сотрудничества».
- С 1996 — работал в Госдуме России, в совете национальной безопасности Госдуме России, в совете федерации России. Был руководителем совета национальной безопасности Госдумы России по южному направлению. Был советником совета директоров ряда российских банков, а также членом совета директоров ряда банков.
- С 2002 — основал центр стратегических инициатив «Перспектива».
- 2003 — был кандидатом в президенты Армении.
- С 2004 — основал и возглавил партию «Новые времена».
- В 2008 году был задержан за антиправительственные выступления.